# Piet van Mever

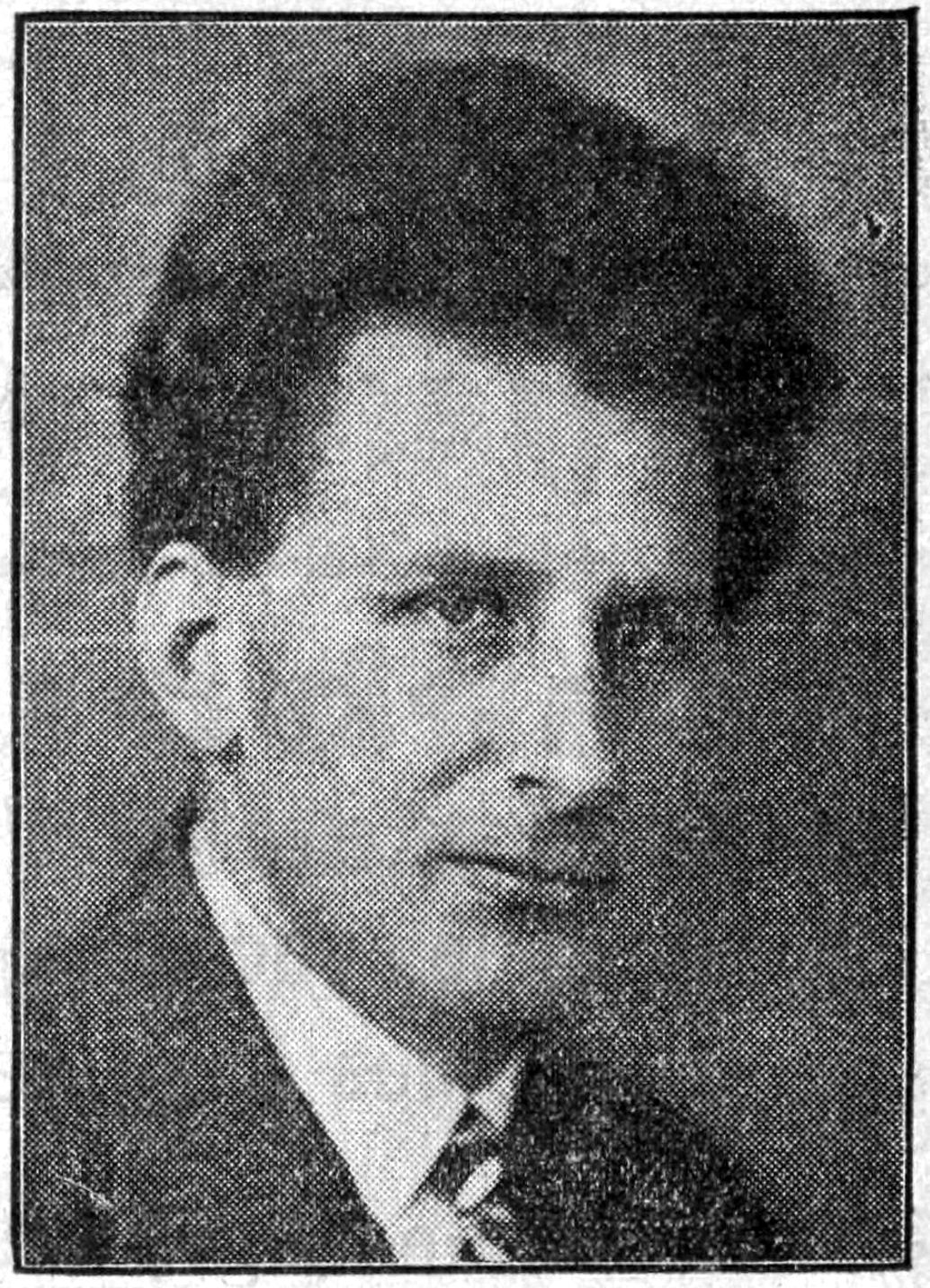

Piet A. van Mever (* 27. Januar 1899 in Zaandam; † 11. Mai 1985 ebenda) war ein niederländischer Komponist und Dirigent.
Bereits mit 9 Jahren bekam er mit seinem Zwillingsbruder Violinunterricht. Nachher studierte er etwa 7 Jahre lang Violine bei Louis Zimmermann, damals erster Konzertmeister beim Concertgebouw-Orchester in Amsterdam und Komposition, Instrumentation sowie Dirigieren bei Cornelis Dopper, damals Dirigent des Concertgebouw-Orchesters. Später studierte er am Mozarteum in Salzburg bei Paul Amadeus Pisk Zwölftontechnik nach Arnold Schönberg.
1929 begann er seine musikalische Laufbahn als Musiklehrer und Dirigent. Er dirigierte einige Chöre, die Königliche Harmonie „Excelsior“, Wormerveer, das Stedelijk (Fanfare-)Orkest, Pumerend und das Kammerorchester Zaandam. 1941 wurde er durch eine Freundschaft mit Eduard Flipse 2. Dirigent des Philharmonischen Orchesters in Rotterdam. 1949 trat er in den Dienst der Stadt Rotterdam, um für die Kunststiftung Rotterdam und die Kunst-Kommission für die Jugend tätig zu werden. Aufgrund dieser Tätigkeit bekam er den Auftrag für bestimmte klassische niederländische Theaterstücke, die im Freilichttheater Dijkzicht aufgeführt wurden, Musik zu schreiben. Ferner bestand seine Aufgabe darin, Leitlinien für das Amateurmusikwesen, inklusive Richtlinien für staatliche Zuschüsse, für Festivals und Jugendorchester auszuarbeiten. Auch eine Anleitung für eine landesweite Ausbildung der Dirigenten von Blasorchestern und Fanfare-Orchestern hat er ausgearbeitet.
Während dieser Zeit war er zudem noch Dirigent des Symphonieorchesters Den Haag, der Königlichen Harmoniekapel Delft, des Kammerorchesters der Königlichen Luftfahrtgesellschaft (KLM) und der Shell Harmonie.
1958 bis 1968 war er Dozent für Blasorchester- und Fanfare-Orchester-Direktion und Instrumentation am Konservatorium in Utrecht.

## Werke

### Werke für Blasorchester
- 1933 Holland Ouverture
- 1937 Vijf Koralen
- 1940 Suite in drie delen
- 1951 Reinaert Suite
- 1951 Ouverture Fridolin
- 1954 Zomerland
  1. Morgenzang - Chant du matin
  2. Wandeling - Promenade
  3. Vogelnest - Nid d’oiseau
  4. Dans der dorsvlegels - Danse des fléaux
- 1957 Vier Bagatellen
  1. Andante Religioso
  2. Allegro giocoso
  3. Andante grazioso
  4. Allegro ma non troppo
- 1958 Avondmuziek
- 1961 Arcadia Volkstänze
- 1963 Wachet auf, ruft uns die Stimme Choralfantasie
- 1963 Suite Brêve
- 1964 Airs de Fête
  1. Prelude Solennel
  2. Nocturne
  3. Rondo Classiqe
- 1964 Praetorius Suite
  1. Branle simple
  2. Spagnoletta
  3. Gaillarde
  4. Branle gay
- 1971 Musica Seria
  1. Moderato maestoso
  2. Andante con espressivo
  3. Allegro ma non troppo
- 1972 Spaans Nederlandse dans bij een oud-hollands blijspel
- 1972 Melodioso Suite
  1. Feestelijk begin
  2. Ernstig tussenspel
  3. Vrolijk slot
- 1974 Variaties voor Harmonieorkest
- Musis sacrum

### Bücher und Schriften
- Leerboek der instrumentatie voor harmonie- en fanfareorkesten
- Beknopte geschiedenis van het blaasorkest

| Personendaten    | Personendaten                           |
| ---------------- | --------------------------------------- |
| NAME             | Mever, Piet van                         |
| ALTERNATIVNAMEN  | Mever, Piet A. van                      |
| KURZBESCHREIBUNG | niederländischer Komponist und Dirigent |
| GEBURTSDATUM     | 27. Januar 1899                         |
| GEBURTSORT       | Zaandam, Niederlande                    |
| STERBEDATUM      | 11. Mai 1985                            |
| STERBEORT        | Zaandam, Niederlande                    |